# Сура Ар-Рум
Сура Ар-Рум (араб. سورة الروم‎) або Ромеї — тридцята сура Корану. Мекканська, містить 60 аятів.